# Bodenwöhr
Bodenwöhr est une commune de Bavière (Allemagne), située dans l'arrondissement de Schwandorf, dans le district du Haut-Palatinat.

## Économie
Une usine de production de Tremco Illbruck se trouve à Bodenwöhr.